# Gare de Shigino
La gare de Shigino (鴫野駅, Shigino-eki) est une gare ferroviaire de la ville d'Osaka au Japon. Elle est située dans l'arrondissement de Jōtō. La gare est gérée par la JR West et le métro d'Osaka.

## Situation ferroviaire
La gare de Shigino est située au point kilométrique (PK) 43,2 de la ligne Katamachi (ligne Gakkentoshi), au PK 9,4 de la ligne Osaka Higashi et au PK 9,4 de la ligne Imazatosuji.

## Histoire
La gare est inaugurée le 1er septembre 1933. Le métro dessert la gare depuis le 24 décembre 2006.

## Service desx voyageurs

### Accès et accueil
La gare dispose d'un bâtiment voyageurs, avec guichet, ouvert tous les jours.

### Desserte

#### JR West
- Ligne Osaka Higashi :
  - voie 1 : direction Kyūhōji
  - voie 2 : direction Shin-Osaka
- Ligne Gakkentoshi :
  - voie 3 : direction Matsuiyamate
  - voie 4 : direction Kyōbashi (interconnexion avec la ligne JR Tōzai pour Amagasaki)

#### Métro d'Osaka

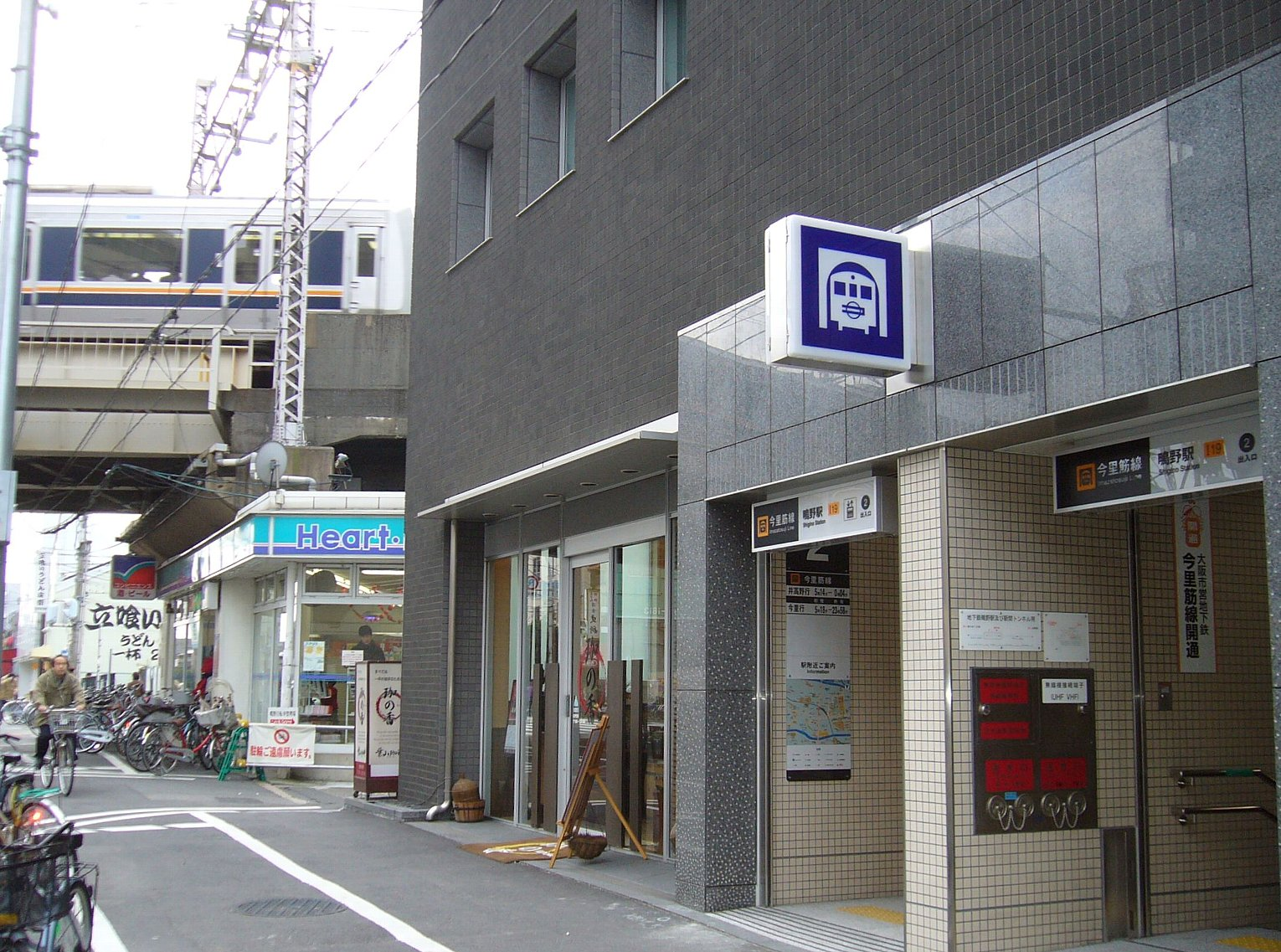
Entrée de la station de métro

- Ligne Imazatosuji :
  - voie 1 : direction Imazato
  - voie 2 : direction Itakano

## Dans les environs
- Champ de Bataille d'Imafuku